# Chevone Marsh
Chevone Marsh (Kingston, 25 de fevereiro de 1994) é um futebolista profissional jamaicano que atua como meia, atualmente defende o Cavalier F.C..